# 獨子蒜

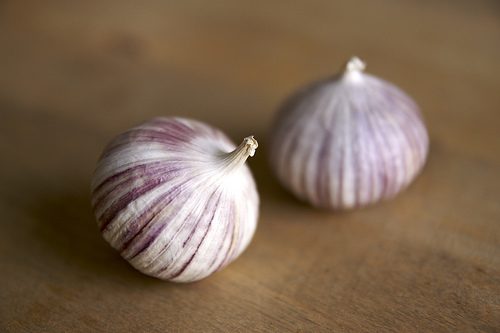
獨子蒜

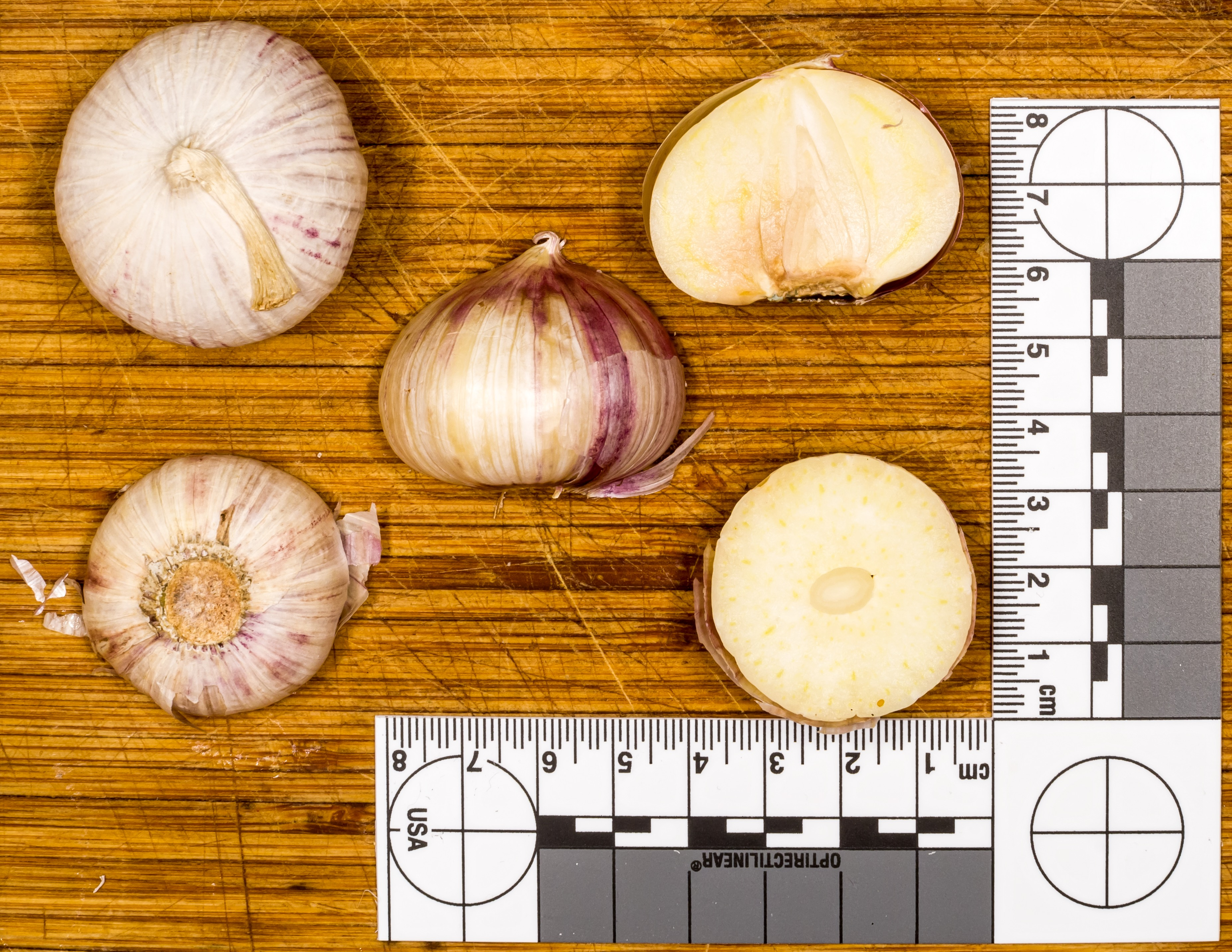
塊茎

獨子蒜，或称独头蒜，是蔥屬植物大蒜的一個變型。獨子蒜起源於中國雲南省，並在東南亞廣為生長。很多東南亞的料理，例如：泰國菜，都會經常使用獨子蒜。
獨子蒜的大小跟核桃仁相若，有大蒜的氣味，但沒有那麼濃烈。一般的蒜分成多瓣，但獨子蒜只有一瓣。顏色外皮白色，帶紫色條紋。與一般的大蒜相比，獨子蒜的外皮較容易撕走，所以商業上很常使用獨子蒜來做菜式。跟一般的大蒜一樣，當獨子蒜整顆煮熟後，肉質會變軟，可壓成蒜泥。金山火蒜就是一種把獨子蒜火烘後製成的食品。